# Кубок африканських націй 1982
Кубок африканських націй 1982 року — 13-та континентальна футбольна першість, організована Африканською конфедерацією футболу. Змагання проходили з 5 по 19 березня 1982 року у Лівії. Всього було зіграно 16 матчів, в яких забито 32 м’ячів (у середньому 2 м’ячі за матч). Збірна Гани вчетверте стала чемпіоном Африки, подолавши у фінальному матчі господаря турніру збірну Лівії за допомогою серії післяматчевих пенальті після того, як основний та додатковий час закінчилися нічиєю 1:1.

## Учасники
За результатами кваліфікації місце у фінальному розіграші здобули такі команди (число в дужках показує вкотре команда брала участь у фінальному турнірі африканської першості):
- Ефіопія (9)
- Гана (7)
- Нігерія (5) — кваліфікована автоматично як чинний чемпіон.
- Туніс (5)
- Алжир (3)
- Камерун (3)
- Замбія (3)
- Лівія (1) — кваліфікована автоматично як господар.

## Груповий етап

### Група A
|         |   |   |   |   |    |    |   |
| Команда | І | В | Н | П | МЗ | МП | О |
| Лівія   | 3 | 1 | 2 | 0 | 4  | 2  | 4 |
| Гана    | 3 | 1 | 2 | 0 | 3  | 2  | 4 |
| Камерун | 3 | 0 | 3 | 0 | 1  | 1  | 3 |
| Туніс   | 3 | 0 | 1 | 2 | 1  | 4  | 1 |
|         |   |   |   |   |    |    |   |

| Результати      |                  |         |           |         |
| Дата            | Місце проведення |         | Результат |         |
| 5 березня 1982  | Триполі          | Лівія   | 2:2       | Гана    |
| 5 березня 1982  | Триполі          | Камерун | 1:1       | Туніс   |
| 9 березня 1982  | Триполі          | Камерун | 0:0       | Гана    |
| 9 березня 1982  | Триполі          | Лівія   | 2:0       | Туніс   |
| 12 березня 1982 | Триполі          | Гана    | 1:0       | Туніс   |
| 12 березня 1982 | Триполі          | Лівія   | 0:0       | Камерун |
|                 |                  |         |           |         |

### Група B
|         |   |   |   |   |    |    |   |
| Команда | І | В | Н | П | МЗ | МП | О |
| Алжир   | 3 | 2 | 1 | 0 | 3  | 1  | 5 |
| Замбія  | 3 | 2 | 0 | 1 | 4  | 1  | 4 |
| Нігерія | 3 | 1 | 0 | 2 | 4  | 5  | 2 |
| Ефіопія | 3 | 0 | 1 | 2 | 0  | 4  | 1 |
|         |   |   |   |   |    |    |   |

| Результати      |                  |         |           |         |
| Дата            | Місце проведення |         | Результат |         |
| 7 березня 1982  | Бенгазі          | Нігерія | 2:0       | Ефіопія |
| 7 березня 1982  | Бенгазі          | Алжир   | 1:0       | Замбія  |
| 10 березня 1982 | Бенгазі          | Замбія  | 1:0       | Ефіопія |
| 10 березня 1982 | Бенгазі          | Алжир   | 2:1       | Нігерія |
| 13 березня 1982 | Бенгазі          | Алжир   | 0:0       | Ефіопія |
| 13 березня 1982 | Бенгазі          | Замбія  | 3:0       | Нігерія |
|                 |                  |         |           |         |